# حصن معرية (إب)

تعديل مصدري - تعديل

حصن معرية محلة تابعة لقرية معرية، التابعة لعزلة بني محرم بمديرية إب إحدى مديريات محافظة إب في الجمهورية اليمنية.، بلغ تعداد سكانها 60 حسب تعداد اليمن لعام 2004.